# Эде, Брайт
Брайт Эде (пол. Bright Ede; родился 18 февраля 2007) — польский футболист, защитник клуба «Мотор».

## Клубная карьера
Уроженец Варшавы), Брайт Эде начал футбольную карьеру в академии местного клуба «Дельта», после чего присоединился к академии люблинского «Заглембе». В 2025 году стал игроком клуба клуба «Мотор». 30 марта 2025 года дебютировал в основном составе «Мотора» в матче высшей лиги чемпионата Польши против «Стали», отличившись забитым мячом.